# Qu Qiubai
Qu Qiubai (en chino, 瞿秋白; pinyin, Qū Qiūbái; Wade-Giles, Ch'ü1 Ch'iu1-pai2) (29 de enero de 1899 – 18 de junio de 1935) fue un joven poeta chino que en los años 1920 y 1930 se convirtió en dirigente del Partido Comunista Chino. Es el autor de la traducción al chino de La Internacional.
Cuando en 1919 estaba estudiando budismo, francés y ruso en Pekín —el inglés ya lo dominaba—  participó en el Movimiento del Cuatro de Mayo, que se inició con las protestas por el trato humillante dado a China en la Conferencia de Paz de París (1919). «El agudo dolor de la opresión imperialista» me hicieron ver lo ilusorio de las «reformas democráticas imposibles de aplicar en la práctica», escribió.
Gracias a su conocimiento del ruso en 1920 fue a Moscú como corresponsal de un periódico chino. Allí conoció la revolución bolchevique y profundizó en su conocimiento del marxismo. A principios de 1923 aceptó la oferta del líder del recién creado Partido Comunista Chino Chen Duxiu de volver a China para hacerse cargo del aparato de propaganda del partido.
Al año siguiente participó en la campaña del partido comunista contra la visita a China del escritor indio Rabindranath Tagore, invitado por Liang Qichao y Zhang Junmai. Los comunistas rechazaban el orientalismo de Tagore como alternativa para China «a menos, claro está, que deseen que algún día sus ataúdes reposen en una tierra que está bajo la bota de una potencia extranjera», escribió Chen Duxiu, en referencia a lo que ocurría en la India sometida al imperialismo británico. En Pekín los comunistas boicotearon una de las conferencias que dio Tagore, lo que le obligó a poner fin a la gira. Cuando se marchó Qu Qiubai escribió: «Gracias, señor Tagore, pero en China ya hemos tenido demasiados Confucios y Mencios».
En 1934 fue capturado por las fuerzas del Guomindang de Chiang Kai-shek y torturado, siendo ejecutado al año siguiente. Tenía 36 años.